# マニウス・ポンポニウス・マト
マニウス・ポンポニウス・マト（ラテン語: Manius Pomponius Matho、生年不詳 - 紀元前211年）は共和政ローマのプレプス（平民）出身の政務官。紀元前233年に執政官（コンスル）を務めた。第二次ポエニ戦争でハンニバルに勝利したスキピオ・アフリカヌスの母方の祖父に当たる。

## 経歴
紀元前233年、執政官に就任、同僚執政官はパトリキ（貴族）出身のクィントゥス・ファビウス・マクシムス・ウェッルコススであった。サルディニアに出征し、その勝利によって同年に凱旋式を実施している。しかしながら、紀元前231年にマルクス・ポンポニウス・マトが再度サルディニアで戦っている。
マトは紀元前211年に死去したが、そのとき彼は神祇官（ポンティフェクス）の一人で、後任はガイウス・リウィウス・サリナトルであった。

## 親族
マトと紀元前231年の執政官マルクス・ポンポニウス・マトは兄弟である。マルクスは紀元前204年に死去している。二人のどちらか、おそらくはマルクスがアエディリス・プレビス（平民按察官）のマルクス・ポンポニウス・マトの父である。このマルクスは親戚であるスキピオ・アフリカヌスにたいするロクリス人の訴訟を調査するよう命令されている。
マトの娘のポンポニアは紀元前211年の執政官であるプブリウス・コルネリウス・スキピオと結婚した。この二人の間の子供がスキピオ・アフリカヌス（大スキピオ）である。
ウィリアム・スミスによれば、キケロの説として、「Matho」の発音は「h」を抜いて発音されるとしており、しばしば「Mato」とも綴られている。

## 参考資料
- ティトゥス・リウィウス『ローマ建国史』
- この記事には現在パブリックドメインである次の出版物からのテキストが含まれている: Smith, William, ed. (1870). "Matho, Pomponius (1)". Dictionary of Greek and Roman Biography and Mythology (英語). Vol. 2. p. 972.
- T. R. S. Broughton (1951). The Magistrates of the Roman Republic Vol.1. American Philological Association